# Pearl River Tower
Der Pearl River Tower ist ein Wolkenkratzer, der in der chinesischen Stadt Guangzhou steht. Die Arbeiten an dem vom bekannten Büro Skidmore, Owings and Merrill entworfenen Turm begannen im Jahr 2007 und waren Ende 2011 abgeschlossen. Anfang 2010 wurde bereits die maximale Höhe des Hochhauses von 309,6 Metern erreicht. Der Pearl River Tower hat 71 Etagen, die nahezu vollständig für Büros genutzt werden sollen.
Das Gebäude gilt als wegweisend für Grünes Bauen und integriert innovative Lösungen für Klimatechnik, Solar- und Windenergie und könnte im Hochhausbau Maßstäbe setzen. Seit seiner Vollendung gilt es als einer der energieeffizientesten Wolkenkratzer weltweit.
Die vertikalen Windräder dieses Gebäudes, die den Venturi-Effekt nutzen, vibrieren nicht, erzeugen keine störenden Geräusche und sind ungefährlich für Vögel.

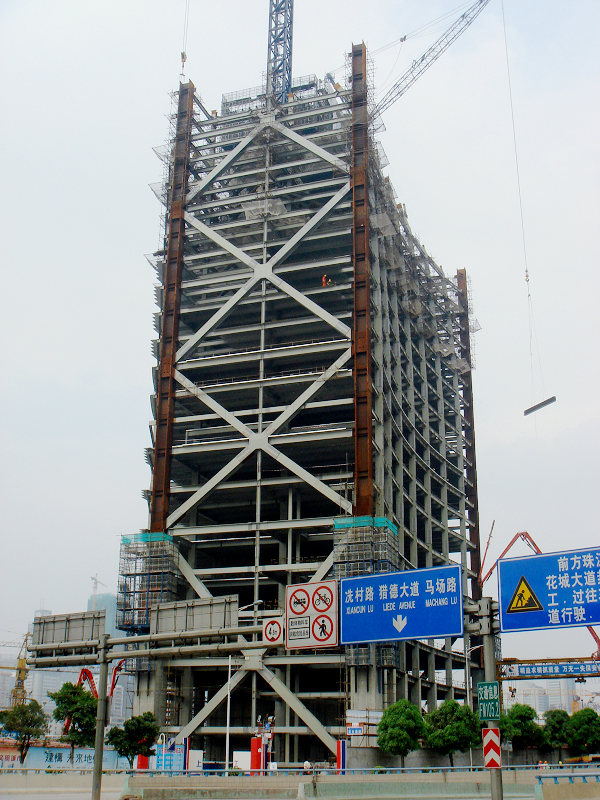
Das Gebäude während der Bauphase 2009